# André Chazel
André Chazel, född 11 december 1933 i Saint-Just/Ardèche Frankrike, död 20 december 2023 i Goussonville, var en fransk skådespelare. 

## Filmografi (urval)
- 1979 - Les chattes
- 1978 - Agent 69 Jensen i Skyttens tegn
- 1977 – Molly - familjeflickan
- 1977 - Couples complices
- 1977 - Agent 69 Jensen i Skorpionens tegn
- 1976 – Bel Ami